# 单花赤芍
单花赤芍（学名：Paeonia veitchii var. uniflora）为毛茛科芍药属下的一个变种。

## 扩展阅读
- 維基物種上的相關：单花赤芍